# سلیمان کارادنیز
سلیمان کارادنیز (به ترکی استانبولی: Süleyman Karadeniz) یک کشتی‌گیر آزادکار اهل کشور ترکیه است.
از افتخارات وی می‌توان به کسب مدال طلا قهرمانی کشتی اروپا ۲۰۲۰ اشاره کرد. وی سابقه حضور در المپیک ۲۰۲۰ توکیو را دارد.

## فعالیت حرفه‌ای

### المپیک ۲۰۲۰ توکیو
کارادنیز در وزن ۹۷ کیلوگرم کشتی آزاد المپیک ۲۰۲۰ توکیو حاضر بود که با شکست محمد ابراهیم‌اف از ازبکستان و علیشیر یرگالی از قزاقستان به مرحله نیمه نهایی رسید اما در این مرحله مقابل کایل اسنایدر از آمریکا شکست خورد و به دیدار رده بندی رفت. او در این مرحله نیز مقابل آبراهام کونیدو از ایتالیا بازی را واگذار کرد و پنجم شد.